# Lygisma angustifolia
Lygisma angustifolia är en oleanderväxtart som beskrevs av Joseph Dalton Hooker. Lygisma angustifolia ingår i släktet Lygisma och familjen oleanderväxter. Inga underarter finns listade i Catalogue of Life.